# Faouzi Abdelali
Faouzi Abdelali, (en arabe: فوزي عبد العلي), né en 1971 à Misrata, est un homme politique libyen, ministre de l'Intérieur du 24 novembre 2011 au 14 novembre 2012.

## Biographie
Le 1er décembre 2011, il annonce un plan d'intégration à court terme de 50 000 combattants ex-rebelles dans les forces armées et celles du ministère de l'intérieur.
Le 26 août 2012, il annonce qu'il démissionne pour protester contre les critiques du Congrès général national,, qui accuse ses forces de laxisme après la recrudescence de violences dans le pays,.
Deux jours après, il revient sur sa décision de quitter le gouvernement.
Il demeure en fonction jusqu'à la prestation de serment du nouveau gouvernement d'Ali Zeidan le 14 novembre 2012.